# Raiders of the Lost Ark (videojuego)
Raiders of the Lost Ark es un videojuego creado para el Atari 2600 y basado en la película Raiders of the Lost Ark. El juego fue diseñado por Howard Scott Warshaw.

## Juego
El jugador controla a Indiana Jones en su búsqueda por el Arca perdida. El juego requiere que el jugador utilice dos diferentes controles: el control 2 mueve a Indiana Jones y su botón utiliza el objeto que tiene seleccionado; el control 1 selecciona un objeto y su botón tira el objeto. Este diseño de controles anticipo el uso de controles con más botones, donde al jugador se le permitiría cambiar de objetos sin interrumpir el juego.
El videojuego está situado en la ciudad del Cairo en 1936 representado por una antesala y un mercado. Para la antesala, el jugador puede hacer un hoyo en la pared con una granada y entrar al Templo de los Ancestros. Dos caminos esperan dentro del templo, ambos contienen distintos peligros, tras los cuales el jugador encontrará el cuarto del tesoro. Oro y artefactos pueden ser recogidos en el cuarto del tesoro; los cuales ayudará al jugador a lo largo del juego.
El jugador deberá cruzar una meseta al otro lado donde se ubica el cuarto de mapas, donde se revela la ubicación del Arca Perdida. Al sur del cuarto de mapas se encuentra una guarida de ladrones y un mercado negro. En el mercado negro contiene varias figuras tales como dos Jeques y un lunático y algunos objetos para ganar el juego (entre ellos una pala).
Tras adquirir todos objetos de los distintos cuartos, el jugador regresa a la meseta y salta utilizando un paracaídas. El jugador se debe dirigir al interior de la meseta, a través de un pequeño agujero al final de una rama, y excavar para encontrar el arca.

## Cuartos en el juego
- Antesala
- Mercado
- Templo de los Ancestros
  - Cuarto de la luz cegadora
  - Cuarto del araña gigante
  - Cuarto del tesoro
- Campo de la meseta
  - Parte interna de la cámara de la meseta
  - Pozo de las almas
- Pantano
- Cuarto de mapas
- Guarida de ladrones
- Mercado negro